# Galaxies
Galaxies je druhý singl amerického synthpopového projektu Owl City ze třetího studiového alba All Things Bright and Beautiful. Singl byl na iTunes vydán 19. dubna 2011.

## Seznam skladeb
| Pořadí | Název    | Délka |
| ------ | -------- | ----- |
| 1.     | Galaxies | 4:01  |

## Informace
Po vydání se skladba hrála v rádiu, a to převážně na křesťanských radiových stanicích. Na žebříčku Billboard Christian Songs chart se umístila na 39. pozici.
Galaxies je nábožensky orientovaná píseň. „Asi pět minut jsem přemýšlel, jestli mám být tak smělý a dát ji na album. Ale pak jsem si řekl : 'Prr, já si nemám co ani na něco takového pomyslet!' Bylo to, jako bych si dal pohlavek. Nakonec jsem se jen chtěl ujistit, že toto nové album, a obzvláště tato píseň doopravdy říkali, že mám na mysli především Boha a že to šlo přímo od srdce. Cítím, že kdybych se snažil zastřít fakt, že On je pro mě tak důležitý, byl by to zločin, za který by mě měli zavřít. Takže jsem se chtěl ujistit, že to bylo upřímné, a modlit se, aby mi Pán dal takové písně, které bych mohl zazpívat pro Něj. Zatím jsem neslyšel jedinou negativní věc a myslím, že by mi to ani nevadilo. Nikdo neřekl: 'Album se mi líbí až na tu píseň o Ježíši.' Ne, nic takového jsem neslyšel. Mým cílem není chodit a kázat, ale také jím není cokoliv skrývat. Snažím se jen ujistit, že věci jsou naprosto organické a ctí Pána, že je to vše od srdce.Píseň, jako celá koncepce, byla napsaná z osobního pohledu na velitele letu raketoplánu Challenger, který tragicky explodoval v roce 1986. Napsal jsem tuto píseň, aby odrážela to, jak bych se cítil a jak bych zodpovídal za svůj život, když bych vešel během jednoho okamžiku na věčnost podobně jako ty oběti. Píseň je celá o tom, co bych za sebe řekl, když bych z ničeho nic stál před Bohem tváří v tvář a musel ze zodpovídat za své skutky v životě. Je to odvážné prohlášení a s tím obrazem v mysli, Bůh je má jediná Severka, kterou bych následoval nehledě na to, co se stane. Existuje zvukový záznam, kde Reagan vzdává poctu jejich statečnosti a tomu, jak 'se dotkli Boží tváře'... Verš "Dear God, I was terribly lost" je paralelou mé životní cesty předtím, než jsem vešel do zachraňujícího vztahu s Pánem. Pro mě to bylo, jako kdyby celá galaxie ležela přede mnou a pak jsem našel Boha jako své světlo. To je to, kde mě myšlenka, že jsem na raketoplánu před jeho výbuchem a nemám Spasitele, tak vyděsila. To je, odkud mé odhodlání přišlo a jak je tato píseň odvážným prohlášením, že Bůh je jediná zachraňující milost galaxie. V písni zmiňuju Herkulese jako příklad něčeho, co soupeří o mou pozornost a mou víru. Herkules mi ve srovnání s Ježíšem Kristem nemá co nabídnout. To je celé poselství písně.'
O skladbě Adam Young také říká: „Píseň, jako celá koncepce, byla napsaná z osobního pohledu na velitele letu raketoplánu Challenger, který tragicky explodoval v roce 1986. Napsal jsem tuto píseň, aby odrážela to, jak bych se cítil a jak bych zodpovídal za svůj život, když bych vešel během jednoho okamžiku na věčnost podobně jako ty oběti. Píseň je celá o tom, co bych za sebe řekl, když bych z ničeho nic stál před Bohem tváří v tvář a musel ze zodpovídat za své skutky v životě. Je to odvážné prohlášení a s tím obrazem v mysli, Bůh je má jediná Severka, kterou bych následoval nehledě na to, co se stane. Existuje zvukový záznam, kde Reagan vzdává poctu jejich statečnosti a tomu, jak 'se dotkli Boží tváře'... Verš 'Dear God, I was terribly lost' je paralelou mé životní cesty předtím, než jsem vešel do zachraňujícího vztahu s Pánem. Pro mě to bylo, jako kdyby celá galaxie ležela přede mnou a pak jsem našel Boha jako své světlo. To je to, kde mě myšlenka, že jsem na raketoplánu před jeho výbuchem a nemám Spasitele, tak vyděsila. To je, odkud mé odhodlání přišlo a jak je tato píseň odvážným prohlášením, že Bůh je jediná zachraňující milost galaxie. V písni zmiňuju Herkulese jako příklad něčeho, co soupeří o mou pozornost a mou víru. Herkules mi ve srovnání s Ježíšem Kristem nemá co nabídnout. To je celé poselství písně.“
Právě kvůli svému náboženskému zaměření byla skladba přijímána s odlišnými názory.
Na albu All Things Bright and Beautiful je před ní umístěna krátká skladba „January 28, 1986“, která má za úkol uvést tu správnou náladu právě pro „Galaxies“.

## Videoklip
26. července bylo na YouTube vydáno oficiální lyric video.